# سيغفريد روسنر
سيغفريد روسنر (بالألمانية: Siegfried Rossner)‏ هو مبارز بالسيف ألماني، ولد في 17 مايو 1914 في برلين في ألمانيا، وتوفي في 25 يونيو 1996 في باد بيرمونت في ألمانيا.

## وصلات خارجية
- سيغفريد روسنر على موقع أوليمبيديا (الإنجليزية)